# Theodor Wendisch
Theodor Wendisch, né le 18 février 1824 à Berlin et mort le 22 novembre 1892, est un lithographe et sténographe prussien.

## Biographie
Theodor Wendisch naît le 18 février 1824 à Berlin. Il étudie au lycée berlinois du monastère franciscain, qu'il quitte en 1839 pour se former comme lithographe. Son apprentissage l'éloigne de Berlin pendant quelques années, mais il y retourne rapidement et y fonde son propre institut lithographique en 1859.
Il meurt le 22 novembre 1892.